# داینتیکس ایکس -۶۱ گرملینس
داینتیکس ایکس -۶۱ گرملینس (به انگلیسی: Dynetics X-61 Gremlins) یک پهپاد آزمایشی آمریکایی است که توسط شرکت داینتیکس ساخته شده‌است.

## طراحی و توسعه
داینتیکس ایکس -۶۱ گرملینس بر اساس برنامه دارپا برای توسعه هواپیمای بدون سرنشین ارزان ، کنترل پرواز دیجیتال و قابل بازیابی در هوا ساخته شده‌است.
ایکس ۶۱ از موتور توربو فن ویلیامز اف ۱۰۷ نیرو می‌گیرد و قابلیت حمل تجهیزات مختلف از جمله سنسورهای الکترواپتیک، دوربین فروسرخ، تجهیزات جنگ الکترونیک و سلاح را دارد.

## ویژگی‌ها

### مشخصات عمومی
- ظرفیت: ۶۵٫۷ ک. گ
- طول: ۴٫۲ م
- طول بال: ۳٫۴۷
- عرض: ۰٫۵۷ م
- پیشرانه: یک موتور توربوفن Williams F107، ۳٫۱ کیلونیوتون

#### عملکرد
- حداکثر سرعت: ۰٫۶ ماخ
- برد: ۵۶۰ کیلومتر[۳][۴]